# 후쿠류

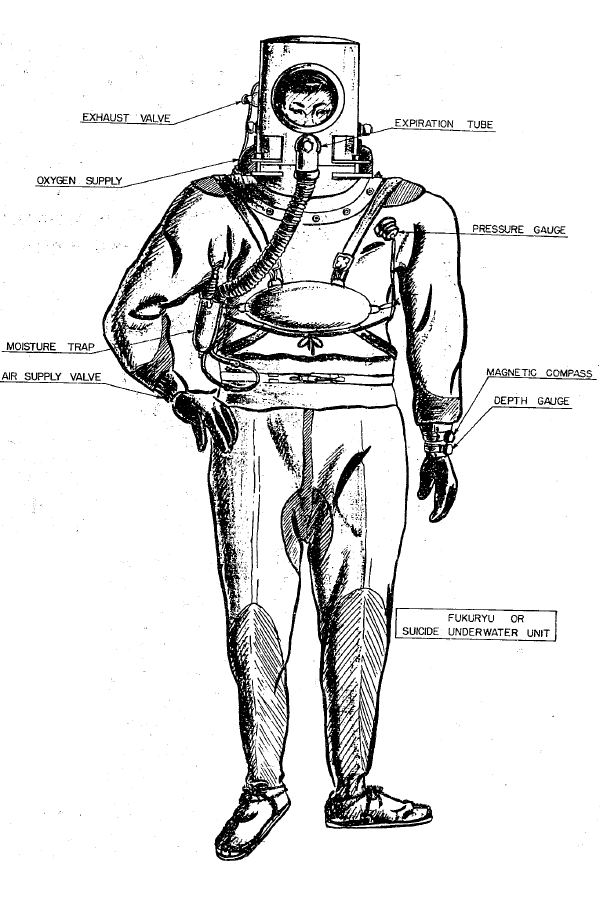
미국 해군에서 제작한 후쿠류를 묘사한 그림

후쿠류(伏龍)는 제2차 세계 대전 당시 일본 제국 해군에서 계획한 가미카제 중 하나이다. 용어의 의미는 '엎드린 용'이라는 뜻으로 자살 잠수부대를 뜻하며, 연합국의 본토 상륙 저지를 위해 수중 가미카제 공격 목적으로 창설되었다.
임무 수행을 위한 장비로 잠수복과 3.5L용량의 압축 산소통 2개가 주어졌으며, 외관장으로는 보통의 잠수부처럼 보였지만 3.3m 정도의 긴 장대 끝에 15kg tnt를 장착한 기뢰를 소지하였다. 주로 해지에 숨어있다가 연합국의 배가 보이면 배 근처로 지나가 막대 끝의 기뢰를 배와 충돌하여 폭파시키는 임무를 수행하였고, 물론 잠수부는 그 자리에서 즉사했다.
하지만 오작동 등으로 인해 임무 수행에 제한을 받아 실제로 활용되지는 못했으며, 1945년 일본이 연합국에 항복을 선언하며 계획이 모두 백지화되었다.